# Scoparia crocalis
Scoparia crocalis là một loài bướm đêm trong họ Crambidae.